# Lonchaea claripennis
Lonchaea claripennis is een vliegensoort uit de familie van de Lonchaeidae. De wetenschappelijke naam van de soort is voor het eerst geldig gepubliceerd in 1843 door Macquart.